# Свети Атанасий (Калища)
Вижте пояснителната страница за други значения на Свети Атанасий.
„Свети Атанасий“ (на македонска литературна норма: „Свети Атанасиј“) е скална православна църква край стружкото село Калища, Република Македония. Днес църквата е част от Дебърско-Кичевската епархия.
Църквата се намира на около петстотин метра южно от Калищкия манастир, в една скала над Охридското езеро с вход от южната страна. Достъпът е възможен чрез каменни стълби, направени в ново време.
Във вътрешността е запазен най-големият ансамбъл на средновековната живопис в Стружко. Надписът от външната страна на входа е унищожен, но стилистичните белези на фреските недвусмислено ги датират в шестдесетте години на XIV век. Изборът на композициите и светците в ено относително малко пространство е извършен със знание и мярка, което говори за доста образовен зограф. В XIX век църквата е отново изписана. В 1964 година първоначалните фрески са консервирани, а живописта от XIX век е запазена само там, където първоначалният е унищожен. В горната зона са изобразени сцени от Големите празници: Рождество Христово, Сретение, Разпятие, Мироносниците на празния Христов гроб, Благовещение и композицията Дейсис. От светците са Свети Климент Охридски, Свети Николай Чудотворец и допоясните фигури на мъчениците – Света Петка, Света Марина, Света Неделя и Света Варвара – изобразени на южната стена в правоъгълни рамки, които имитират икони. Подобни изображения имаме още от XI век в катедралната църква „Света София“ в Охрид. Особеността на фреските в пещерната църква е в еклектичното отношение - изоставен е сухият Палеологов класицизъм, доминиращ в голям брой паметници от края на първата половина на XIV век. Рисувани с един замах, с твърди форми, но свободни драперии и чувство за светло-тъмен контраст чрез цветовите отношения, образите в църквата в голяма мяра се доближават до някои фрески от „Света Богородица Заум“ от 1361 година.
- Общ изглед
- Стенопис
- Стенопис
- Стенопис
- Иконостасът